# Sven Radhe
Sven Olof Radhe, född 28 februari 1848 i Uddevalla, död 23 december 1928, var en svensk borgmästare.
Radhe, som var son till handlaren Jonas Radhe och Bernhardine Sundberg, blev student vid Lunds universitet 1866 och avlade hovrättsexamen vid Lunds universitet 1872. Han blev vice häradshövding 1875, brottmålsrådman i Uppsala rådhusrätt 1879, civilrådman där 1881 och var borgmästare i Uppsala stad 1884–1915. Sven Radhe är begravd på Uppsala gamla kyrkogård.